# Бражник Киндерманна

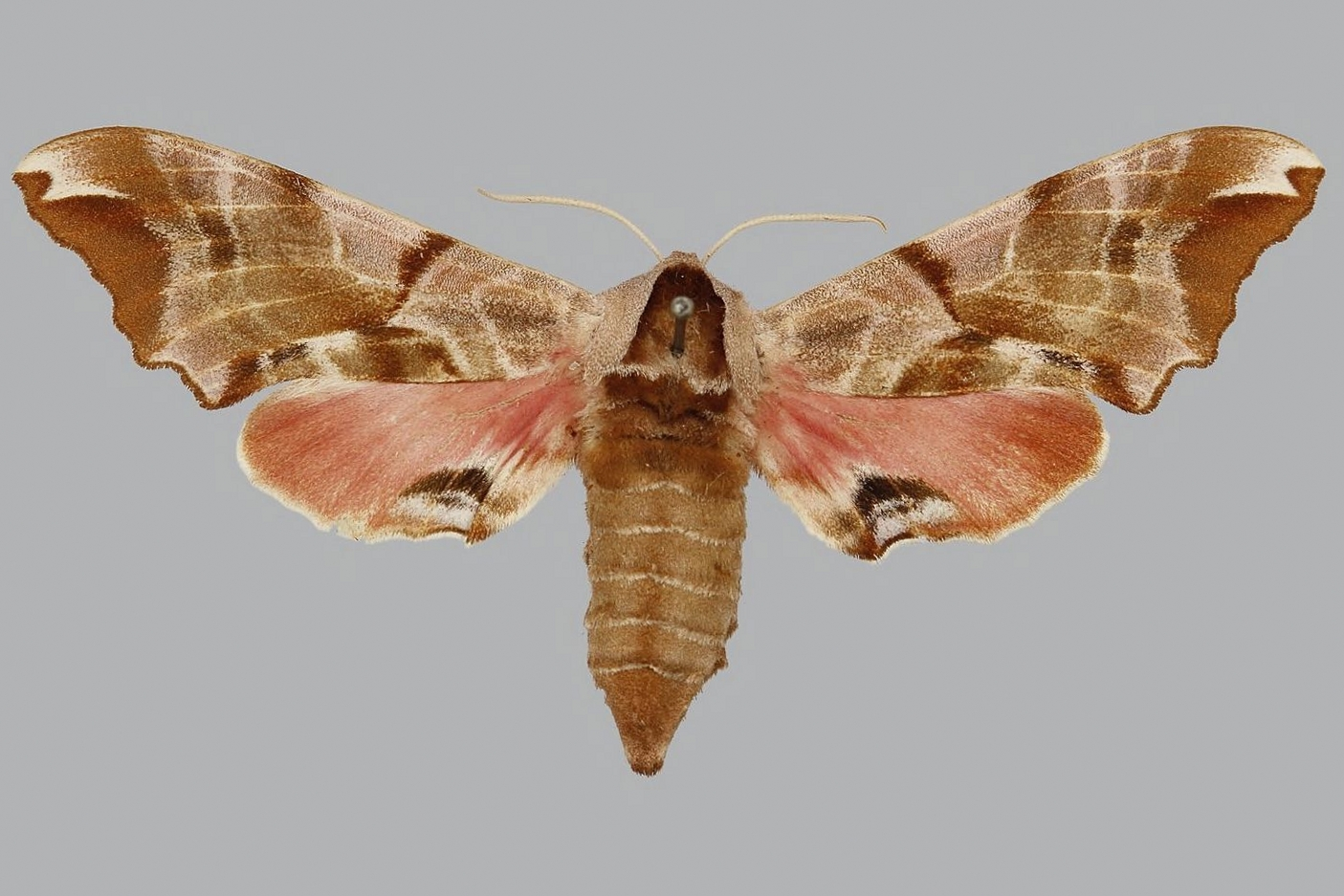
Самка

Бражник Киндерманна (лат. Smerinthus  kindermannii) — бабочка из семейства бражников (Sphingidae).

## Описание
Размах крыльев 70—80 мм. По окраске и рисунку крыльев очень похож на бражника глазчатого. Передние крылья узкие, светло-кремового или серовато-лилового цвета с более тёмным мраморным рисунком из разводов. Задние крылья розовато-красные.

## Ареал
Встречается от Турции, Кипра и Ливана, к востоку через Ирак, Иран, Афганистан и северный Пакистана к Кашмиру. К северу и северо-востоку ареал простирается через Туркменистан, Узбекистан, Таджикистан, Кыргызстан и Казахстан, на северо-запад Китая — Синьцзян (Нинся, Ганьсу). Также имеются сообщения о находках бабочек в Израиле и Кувейте.

## Биология
После спаривания самки откладывают до 150 яиц овальной формы, зеленовато-белого цвета. Гусеницы кормятся на ивах, реже на тополях.

## Подвиды
- S. k. gehleni Eitschberger & Luhtanov, 1996 (Индия)
- S. k. iliensis Eitschberger & Luhtanov, 1996 (Казахстан)
- S. k. kindermanni, S. k. obsoleta (Китай)
- S. k . orbata Grum-Grshimailo, 1890 (Узбекистан)